# Neuhaus (Naturschutzgebiet)

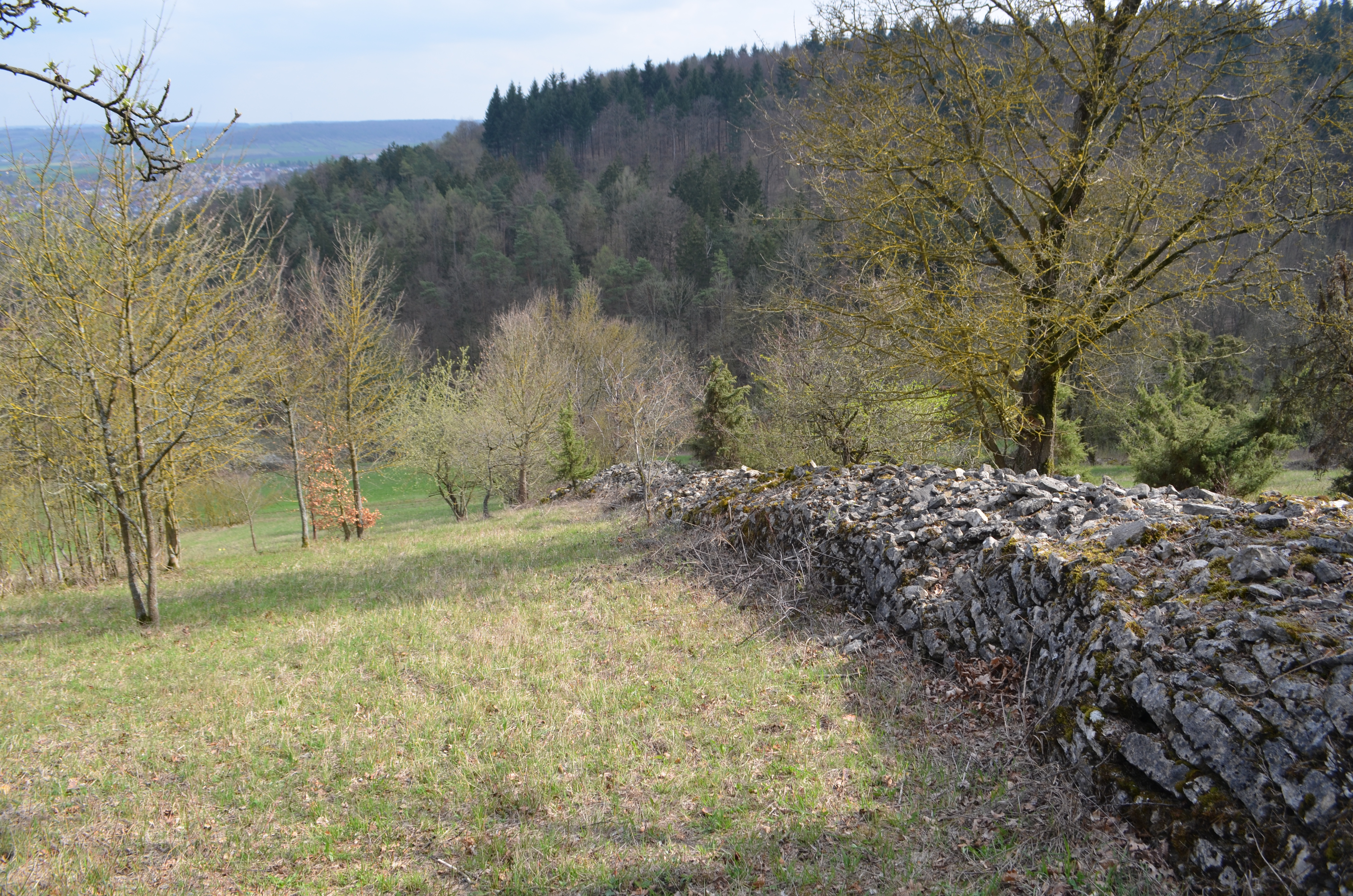
Steinriegel im Naturschutzgebiet Neuhaus

Neuhaus ist ein Naturschutzgebiet auf den Gemarkungen der Stadt Bad Mergentheim und der Gemeinde Igersheim im Main-Tauber-Kreis in Baden-Württemberg.

## Geschichte
Durch Verordnung des Regierungspräsidiums Stuttgart über das Naturschutzgebiet Neuhaus vom 31. Oktober 1984 wurde ein Schutzgebiet mit 79,4 Hektar ausgewiesen.

## Schutzzweck
„Schutzzweck ist Erhaltung der vielfältigen Nutzungsarten und Biotoptypen zur Sicherung der wertvollen Tier- und Pflanzengesellschaften sowie des Landschaftsbildes“ (LUBW).

## Flora und Fauna
Es handelt sich um ein vielgestaltiges, durch unterschiedliche Nutzung geprägtes Gebiet mit wertvollen Lebensräumen einer Fülle von Tier- und Pflanzenarten sowie einer markanten geologischen Ausformung.